# アダム・ミコワイ・シェニャフスキ

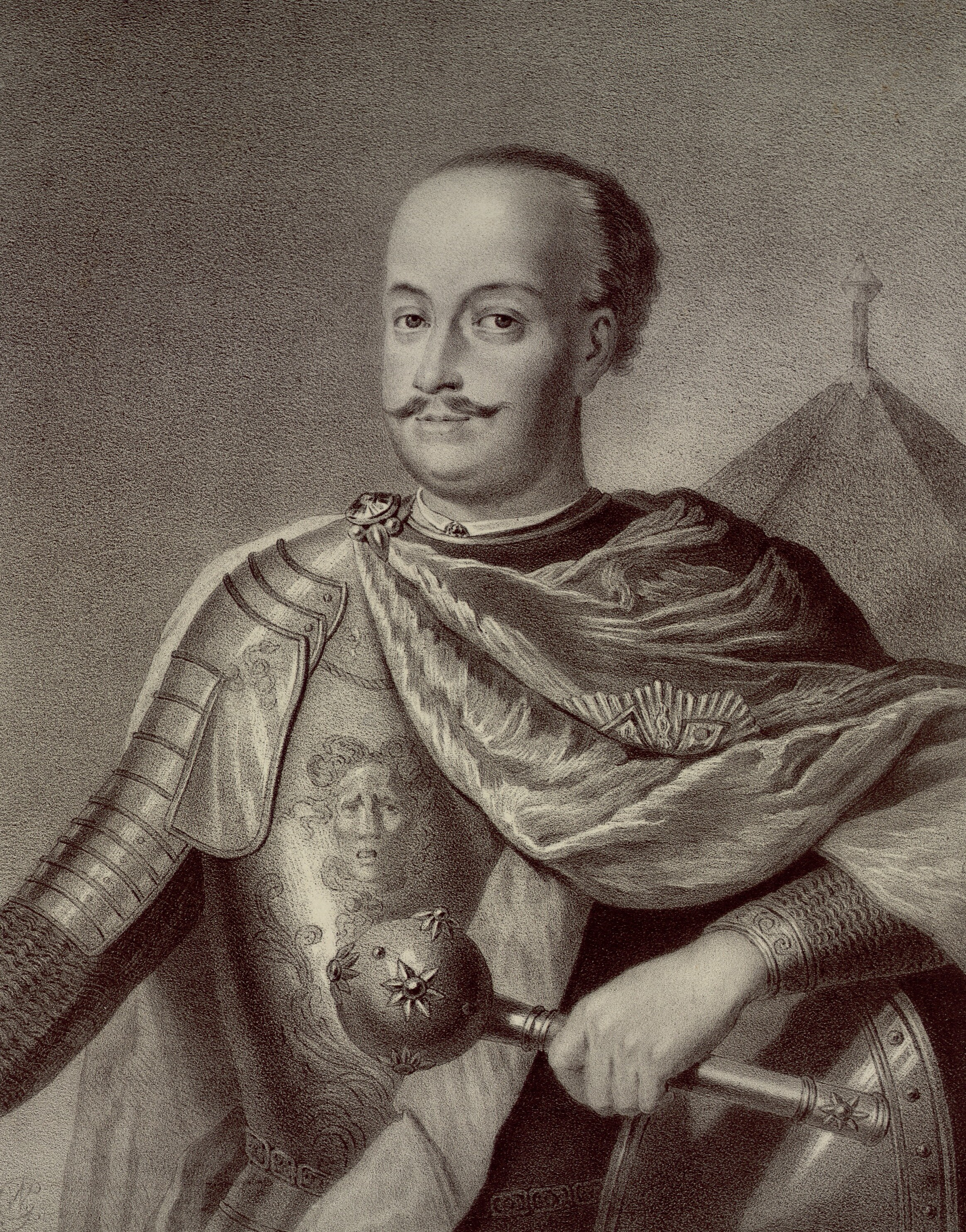
アダム・ミコワイ・シェニャフスキ

アダム・ミコワイ・シェニャフスキ（ポーランド語：Adam Mikołaj Sieniawski, 1666年 - 1726年2月18日）は、ポーランド・リトアニア共和国の貴族、軍事指導者。
ヘトマンを務めたミコワイ・ヒェロニム・シェニャフスキと、アレクサンデル・ラジヴィウ公の娘ツェツィリア・マリアとの間にリヴィウで生まれ、1687年に宮内長官スタニスワフ・ヘラクリュシュ・ルボミルスキ公の娘エルジュビェタと結婚した。1692年より1710年までベウツ県知事を、1702年より王冠領野戦ヘトマンを、1706年より王冠領大ヘトマンを、1710年よりクラクフ城代を務め、リヴィウ、ロハティン、ルバチュフ、ストルィイおよびピャセチュノの代官職を帯びた。1683年の第二次ウィーン包囲には父親と共に参加し、ポーランド左翼軍を率いていた。
1697年の国王自由選挙でフランスのコンティ公フランソワ・ルイを支持したが、結局はザクセン選帝侯アウグスト2世の選出を承認した。大北方戦争ではアウグスト2世を支持するサンドミェシュ連盟の司令官として、スタニスワフ・レシチニスキの軍勢がスウェーデン王カール12世の軍隊と連合するのを妨げたが、後にアウグスト2世と対立するようになった。
一人娘でシェニャフスキ家の相続人であるマリア・ゾフィアは、最初ヘトマンのスタニスワフ・エルネスト・デンホフと結婚したが死別し、アウグスト・アレクサンデル・チャルトリスキ公と再婚した。これによりチャルトリスキ家は非常に裕福になり、大きな権勢を得た。